# نورت کرین (ایندیانا)
نورت کرین (به انگلیسی: North Crane) یک منطقهٔ مسکونی در ایالات متحده آمریکا است که در ایندیانا واقع شده‌است. نورت کرین ۲۰۷ متر بالاتر از سطح دریا واقع شده‌است.